# Francisco Pérez Abellán
Francisco Pérez Abellán (Murcia, España, 25 de marzo de 1954-Madrid, 27 de diciembre de 2018) fue un periodista español especializado en criminología y crónica de sucesos.

## Biografía
Pérez Abellán fue un investigador y escritor dedicado, fundamentalmente, al mundo del crimen. Empezó como periodista en el diario Pueblo. Posteriormente, fue fichado por Diario 16 para la sección de información local. Colaboró habitualmente en programas de televisión como Esta noche cruzamos el Mississippi, presentado por Pepe Navarro; Crónicas marcianas, de Javier Sardá y Día a día, de María Teresa Campos. También dirigió el programa Caso abierto, en RNE1, y Las claves del crimen, de Tribunal TV, en Vía Digital.
Colaboró desde 2015 con una sección sobre crímenes como el caso Fago en Aragón TV, en el programa matinal Sin ir más lejos. También colaboró con Libertad Digital. Expuso la tesis de que únicamente el estudio, la reflexión y el pensamiento pueden luchar eficazmente contra los crímenes de sangre. Fue hasta su muerte profesor en el departamento de Criminología de la Universidad Camilo José Cela de Madrid. Fue también directivo de medios de comunicación.
Participó con frecuencia en el programa de televisión Cuarto Milenio para hablar sobre casos relacionados con el crimen. Desde 2015 fue tertuliano en el programa de sucesos Detrás de la verdad, de la cadena 13 TV.

## Obras
En su obra se encuentran los siguientes libros:
- Orgía de sangre: crónica de una tragedia rural. Con Manuel E. Marlasca. 1976.
- Asalto al Congreso de los Diputados. Con Raúl Heras. 1981.
- El crimen de los Urquijo. 1983.
- Jarabo, 1958. 1985.
- Crónica de la España negra 1998.
- Las anécdotas del crimen: el asesino siempre vuelve, 1999.
- ¿Quién lo hizo? 1999.
- Ellas matan mejor: 50 crímenes cometidos por mujeres. 2000.
- ¿Quién es el asesino?: usted es el detective, resuelva casos reales. 2001.
- Diccionario Espasa de asesinos. Con su hijo Francisco Pérez Caballero. 2002.
- Alcácer, punto final: toda la verdad diez años después. 2002.
- Mi marido, mi asesino: cincuenta casos reales. 2002.
- Violador: un poder infame sobre las mujeres. 2002.
- El señor de los crímenes: cómo defenderse de los peores asesinos. 2004.
- ¿Mató Tony King a Rocío Wanninkhof?: una investigación periodística sobre la falsa culpable y el presunto asesino en serie. 2005.
- El crimen del capitán Sánchez. Los crímenes del "Sacamantecas". 2006.
- El crimen de las quinielas. Los crímenes del "Lobo Feroz". 2006.
- La matanza de Puerto Hurraco. Los crímenes de Jarabo. 2006.
- El crimen del expreso de Andalucía. El crimen de los novilleros. 2006.
- El crimen de los Urquijo. El crimen de la calle Fuencarral. 2006.
- El crimen de don Benito. El crimen de Ricardito. 2006.
- El crimen de Los Galindos. El asesino de ancianas. 2006.
- Pequeños monstruos: el largo aprendizaje de la maldad. 2006.
- El crimen de la plancha. La asesina de Hildegart. 2007.
- Los crímenes del "Arropiero". Los crímenes del huerto del francés. 2007.
- El asesino de Pedralbes. El descuartizador de Cádiz. 2007.
- Matar a Prim. 2014.
- Prim: la momia profanada. 2014.
- Morral: el reo asesinado. 2017.
- El vicio español del magnicidio: de Prim a Carrero Blanco, la clave oculta de los crímenes que marcaron nuestro destino. 2018.